# 曾水源墓
曾水源墓，即太平天国官员曾水源的墓葬建筑，是迄今为止发现的唯一一座太平天国重要人物的墓葬，在南京市鼓楼区挹江门附近，目前为江苏省文物保护单位。

## 历史
曾水源，广西省浔州武宣县人，早年曾在农村私塾教书，后加入拜上帝会。金田起义后，渐得杨秀清器重和洪秀全赏识，负责拟撰诏书、批答奏章、处理公文等差。太平天国定都天京（今南京）后，官至天官又正丞相。1855年因遭杨秀清猜忌而被杀。
1953年10月，南师附中学生賀樂齡在南京戴家巷睦寡妇山上游玩时偶然发现了曾水源墓，经罗尔纲鉴定并确认。1957年，曾水源墓被列入第二批江苏省文物保护单位名单。

## 形制

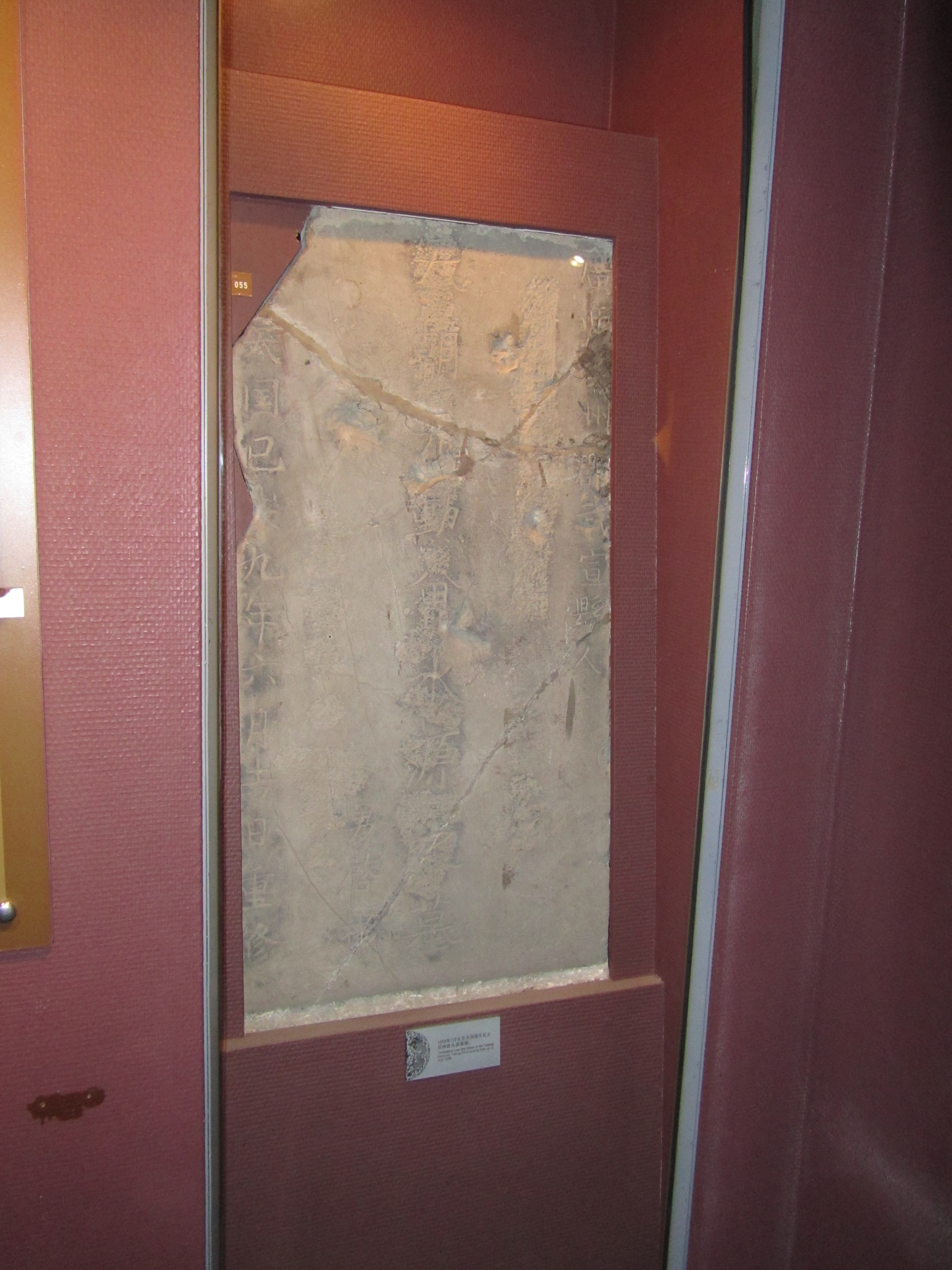
曾水源墓原墓碑，现藏于瞻园

墓庐呈圆形，基周长13.2米，墓碑为石质，高97厘米，宽48.5厘米，周边以汉白玉框保护，框正面刻有太平天国时期常见的回纹。碑上款刻“太平天国巳未九年六月吉日重修”，正中刻“天朝元勋曾水源之墓”，旁款刻“男启彬”三字。根据碑文，此墓重修于1859年，此时太平天国已为曾水源平反。